# Druillat
Druillat est une commune française, située dans le département de l'Ain en région Auvergne-Rhône-Alpes.
Les habitants de Druillat s'appellent les Druillatis.

## Géographie
Le territoire communal situé entre Dombes et Revermont, est notamment traversé par le Suran et par la Leschère.

### Climat
Pour des articles plus généraux, voir Climat d'Auvergne-Rhône-Alpes et Climat de l'Ain.
En 2010, le climat de la commune est de type climat des marges montargnardes, selon une étude du CNRS s'appuyant sur une série de données couvrant la période 1971-2000. En 2020, Météo-France publie une typologie des climats de la France métropolitaine dans laquelle la commune est dans une zone de transition entre le climat semi-continental et le climat de montagne et est dans la région climatique Bourgogne, vallée de la Saône, caractérisée par un bon ensoleillement (1 900 h/an), un été chaud (18,5 °C), un air sec au printemps et en été et des vents faibles.
Pour la période 1971-2000, la température annuelle moyenne est de 11,3 °C, avec une amplitude thermique annuelle de 17,9 °C. Le cumul annuel moyen de précipitations est de 1 187 mm, avec 10,8 jours de précipitations en janvier et 7,7 jours en juillet. Pour la période 1991-2020, la température moyenne annuelle observée sur la station météorologique de Météo-France la plus proche, « Ambérieu », sur la commune de Château-Gaillard à 10 km à vol d'oiseau, est de 11,9 °C et le cumul annuel moyen de précipitations est de 1 117,5 mm,. Pour l'avenir, les paramètres climatiques de la commune estimés pour 2050 selon différents scénarios d'émission de gaz à effet de serre sont consultables sur un site dédié publié par Météo-France en novembre 2022.

## Urbanisme

### Typologie
Au 1er janvier 2024, Druillat est catégorisée commune rurale à habitat dispersé, selon la nouvelle grille communale de densité à 7 niveaux définie par l'Insee en 2022.
Elle est située hors unité urbaine. Par ailleurs la commune fait partie de l'aire d'attraction de Bourg-en-Bresse, dont elle est une commune de la couronne,. Cette aire, qui regroupe 80 communes, est catégorisée dans les aires de 50 000 à moins de 200 000 habitants,.

### Occupation des sols
L'occupation des sols de la commune, telle qu'elle ressort de la base de données européenne d’occupation biophysique des sols Corine Land Cover (CLC), est marquée par l'importance des territoires agricoles (54,8 % en 2018), une proportion sensiblement équivalente à celle de 1990 (55,3 %). La répartition détaillée en 2018 est la suivante : 
forêts (33 %), zones agricoles hétérogènes (29,3 %), terres arables (15,9 %), prairies (9,6 %), zones urbanisées (5,7 %), zones industrielles ou commerciales et réseaux de communication (3,6 %), milieux à végétation arbustive et/ou herbacée (1,6 %), eaux continentales (1,2 %).
L'évolution de l’occupation des sols de la commune et de ses infrastructures peut être observée sur les différentes représentations cartographiques du territoire : la carte de Cassini (XVIIIe siècle), la carte d'état-major (1820-1866) et les cartes ou photos aériennes de l'IGN pour la période actuelle (1950 à aujourd'hui).

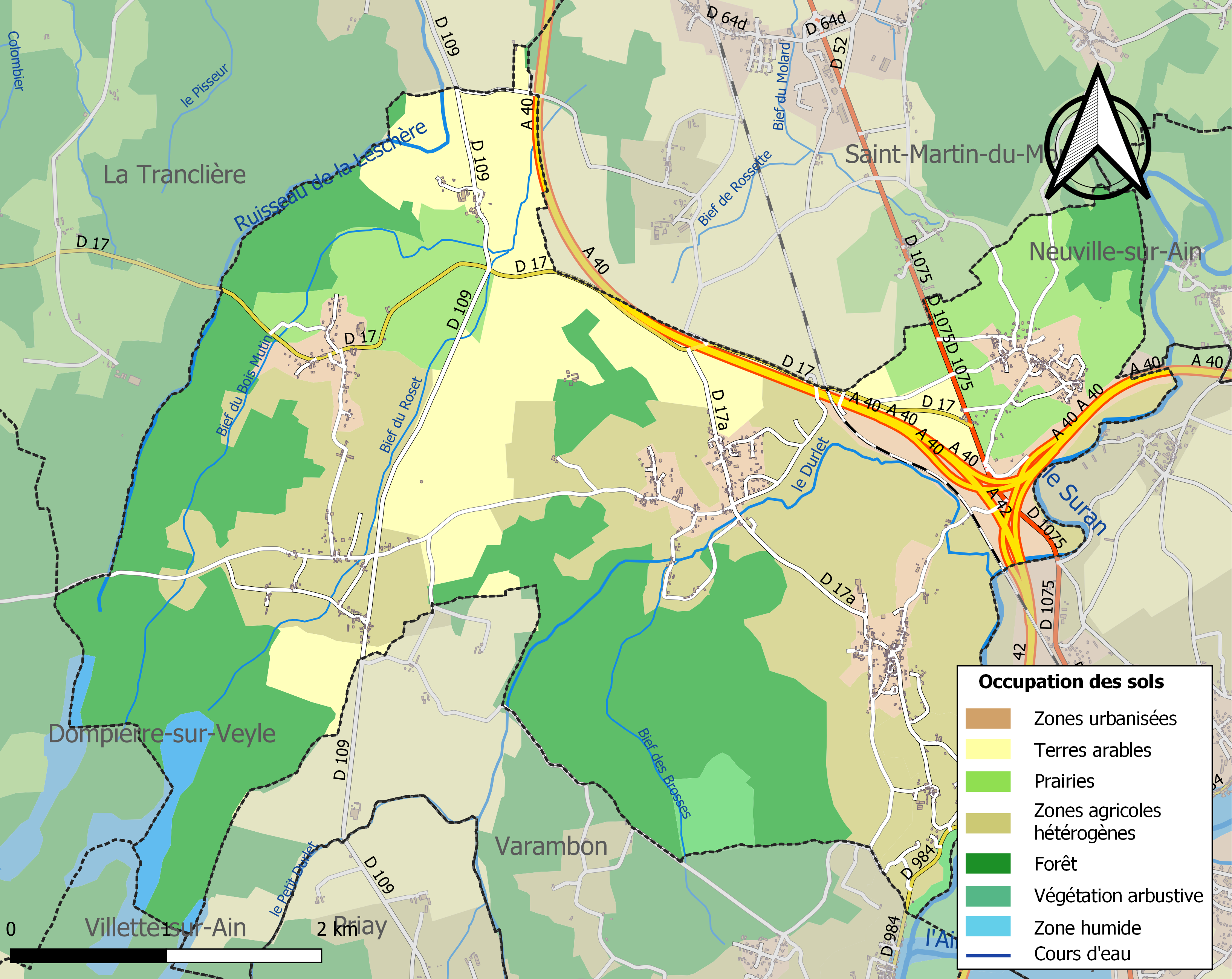
Carte des infrastructures et de l'occupation des sols de la commune en 2018 (CLC).

## Histoire
Druillat était le siège d'un doyenné qui relevait de l'abbaye d'Ambronay.
En 2018, une étude du Registre des malformations en Rhône-Alpes (Remera) met en lumière la naissance, dans un rayon de 17 km autour de la commune et sur seulement quelques années (de 2009 à 2014),, de 8 bébés avec des malformations bras-mains, sans que les causes en soient déterminées ; au total, 18 cas semblables sont répertoriés dans le département de l'Ain, apparus entre 2000 et 2014.
En 2022, on peut dire qu'aucun bébé avec malformations n'est né sur la commune de Druillat. La commune n'est donc pas concernée. L'étude relayée par les articles de presse utilise abusivement le terme d'épicentre pour qualifier la commune de Druillat, selon une approche barycentrique qui n'a pas de sens. En effet, cette commune se trouve être à l'intersection des diagonales du département : ainsi, elle pourrait être au centre de tout phénomène diffus qui arriverait dans l'Ain.[réf. nécessaire]

## Politique et administration

### Découpage territorial
La commune de Druillat est membre de la communauté d'agglomération du Bassin de Bourg-en-Bresse, un établissement public de coopération intercommunale (EPCI) à fiscalité propre créé le 1er janvier 2017 dont le siège est à Bourg-en-Bresse. Ce dernier est par ailleurs membre d'autres groupements intercommunaux.
Sur le plan administratif, elle est rattachée à l'arrondissement de Bourg-en-Bresse, au département de l'Ain et à la région Auvergne-Rhône-Alpes. Sur le plan électoral, elle dépend du  canton de Ceyzériat pour l'élection des conseillers départementaux, depuis le redécoupage cantonal de 2014 entré en vigueur en 2015, et de la première circonscription de l'Ain  pour les élections législatives, depuis le dernier découpage électoral de 2010.

### Administration municipale

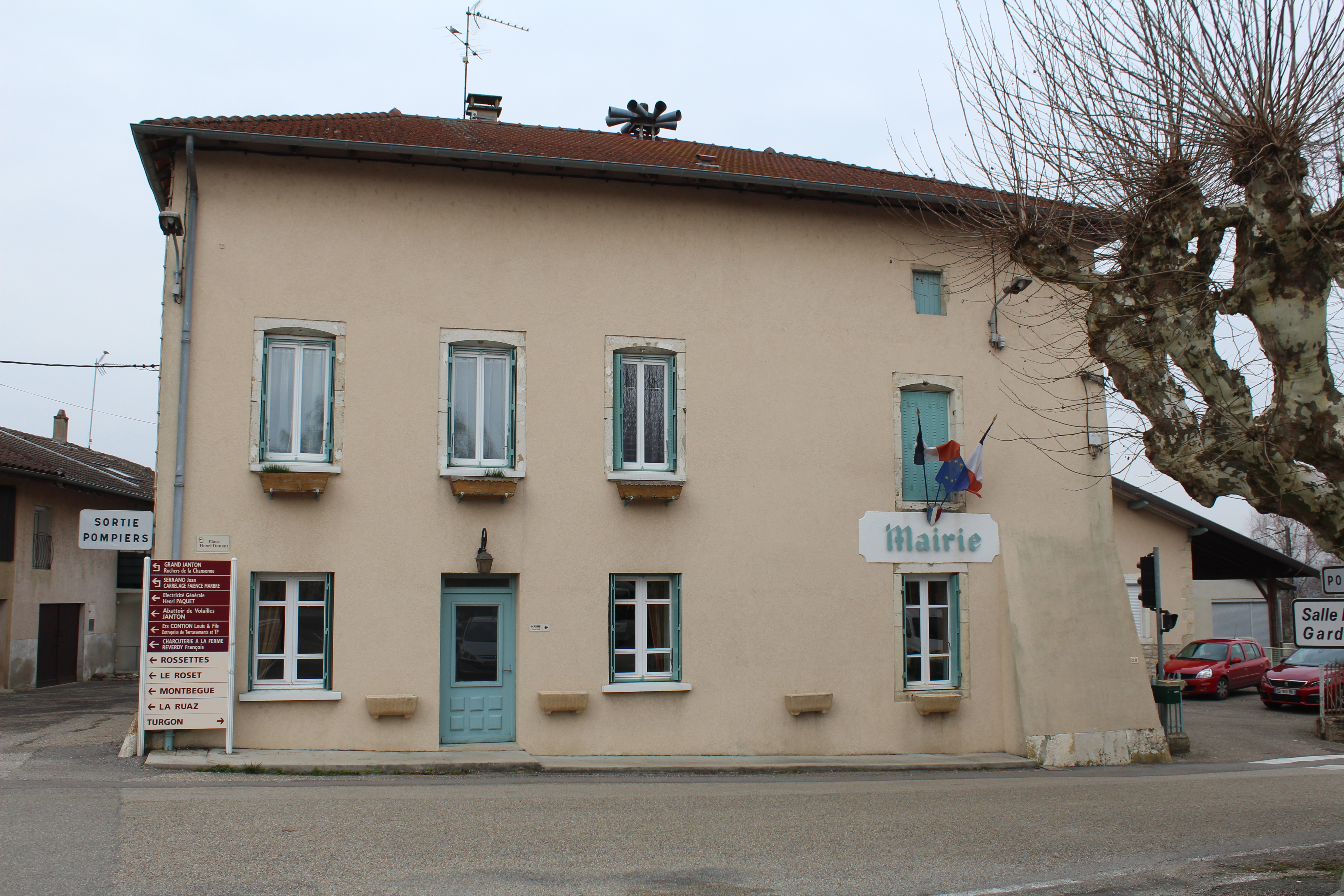
Mairie.

| Période          | Période     | Identité            | Étiquette | Qualité                       |
| ---------------- | ----------- | ------------------- | --------- | ----------------------------- |
| 1871             | 1884        | Pierre-Joseph Grand |           |                               |
| Années 1880-1890 | Années 1920 | Claude Cruiziat     |           | Maire pendant trente cinq ans |
| 1929             | 1944        | Eugène Léon         |           |                               |
| 1945             | 1971        | Francisque Buffet   |           |                               |
| 1971             | 1978        |                     |           |                               |
| 1978             | 1995        | Georges Janton      | PCF       |                               |
| 1995             | 2008        | Jean-Paul Lierly    |           | Réélu en 2001                 |
| 2008             | 2014        | Bernard Coulon      |           |                               |
| 2014             | En cours    | Jean-Luc Emin       |           |                               |

## Population et société

### Démographie
L'évolution du nombre d'habitants est connue à travers les recensements de la population effectués dans la commune depuis 1793. Pour les communes de moins de 10 000 habitants, une enquête de recensement portant sur toute la population est réalisée tous les cinq ans, les populations de référence des années intermédiaires étant quant à elles estimées par interpolation ou extrapolation. Pour la commune, le premier recensement exhaustif entrant dans le cadre du nouveau dispositif a été réalisé en 2005.
En 2022, la commune comptait 1 144 habitants, en évolution de −1,12 % par rapport à 2016 (Ain : +5,15 %, France hors Mayotte : +2,11 %).
| 1793 | 1800 | 1806 | 1821 | 1831 | 1836 | 1841 | 1846  | 1851  |
| ---- | ---- | ---- | ---- | ---- | ---- | ---- | ----- | ----- |
| 868  | 784  | 830  | 871  | 919  | 867  | 988  | 1 048 | 1 052 |

| 1856  | 1861  | 1866  | 1872  | 1876  | 1881  | 1886  | 1891  | 1896  |
| ----- | ----- | ----- | ----- | ----- | ----- | ----- | ----- | ----- |
| 1 097 | 1 048 | 1 101 | 1 136 | 1 178 | 1 156 | 1 390 | 1 071 | 1 040 |

| 1901 | 1906 | 1911 | 1921 | 1926 | 1931 | 1936 | 1946 | 1954 |
| ---- | ---- | ---- | ---- | ---- | ---- | ---- | ---- | ---- |
| 986  | 995  | 938  | 823  | 783  | 765  | 744  | 694  | 663  |

| 1962 | 1968 | 1975 | 1982 | 1990 | 1999 | 2005  | 2006  | 2010  |
| ---- | ---- | ---- | ---- | ---- | ---- | ----- | ----- | ----- |
| 627  | 610  | 644  | 717  | 823  | 882  | 1 082 | 1 092 | 1 134 |

| 2015  | 2020  | 2022  | - | - | - | - | - | - |
| ----- | ----- | ----- | - | - | - | - | - | - |
| 1 149 | 1 139 | 1 144 | - | - | - | - | - | - |

### Jumelages
Druillat est jumelée avec  Ungureni (Roumanie) depuis 2000 dans le cadre du jumelage Revermont-Ungureni.

### Sports

#### Cyclisme
Le club cycliste « Vélo Club de Druillat » est implanté dans la commune. Il organise annuellement le Grand Prix de Rossettes.
La première étape du Tour de l'Ain 2013 est passée par Druillat, la côte de Druillat étant classée en quatrième catégorie.

## Culture et patrimoine

### Lieux et monuments

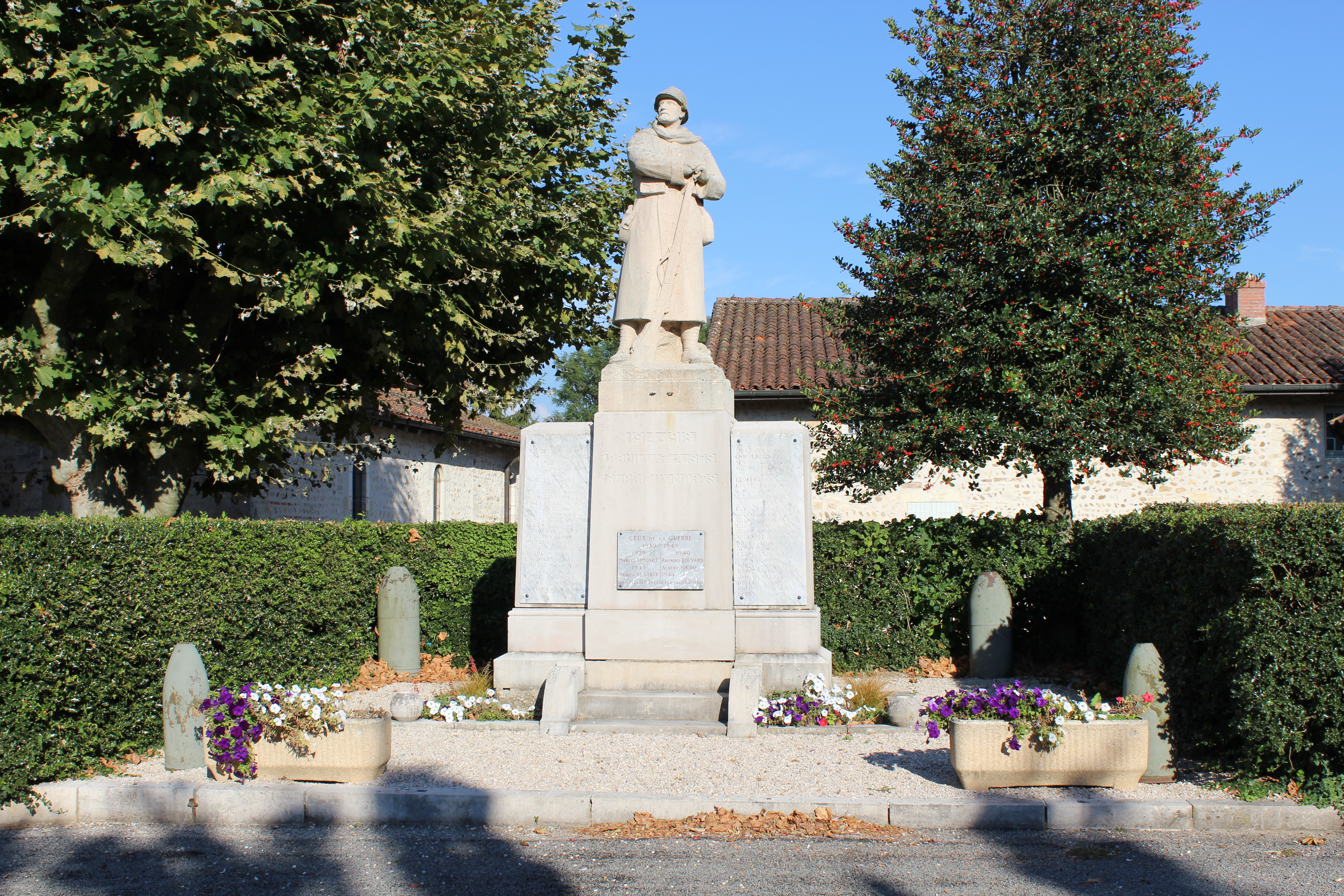
Monument aux morts de Druillat.

- Église Saint-Georges de Druillat, romane du XIIe siècle agrandie au XIXe siècle. Elle a appartenu — tout comme l'ancien et proche prieuré — à l'abbaye Notre-Dame d'Ambronay[30].

- Tour d'Ain, une sculpture contemporaine, installée en bord d'autoroute à Druillat.
- Dans le hameau de Turgon, on peut citer le lavoir (et sa fontaine) qui abrite l'inscription suivante[31] : « Sous l’administration de M. Rougemont, maire, et de Gallet, adjoint l’an 1852, par la direction de M. Burjoud architecte ».

### Personnalités liées à la commune

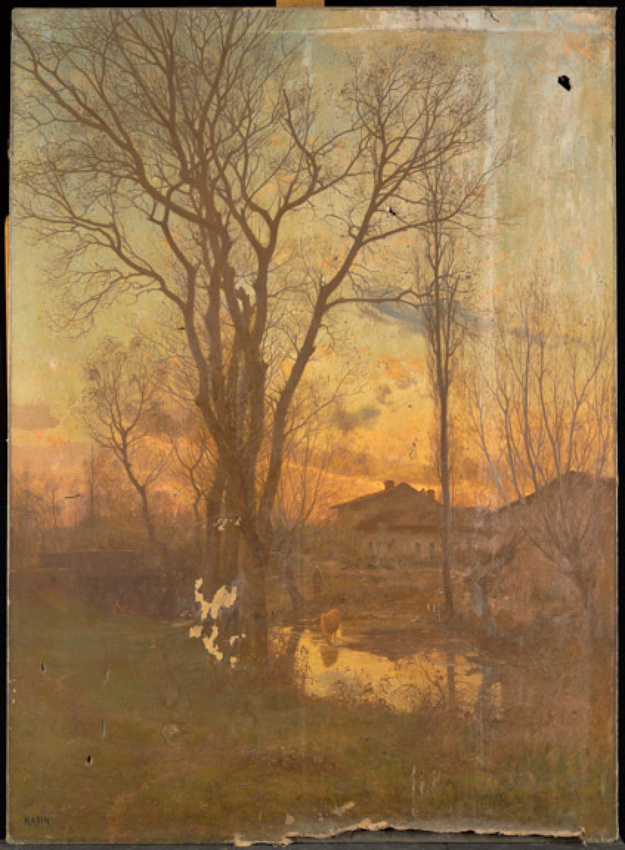
Le Soir, à Druillat, tableau peint vers 1888, par Alexandre Rapin.

- Le Soir, à Druillat, tableau peint vers 1888, par Alexandre Rapin.Charles Mathon (1905 - 1944), joueur de rugby qui a donné son nom au stade d'Oyonnax, est assassiné à Druillat[32].
- Georges Hugo (1915 - 1984), compagnon de la Libération et héros de la guerre du Désert, est enterré à Druillat[33],[34].
- Alexandre Rapin (1839 - 1889), peintre qui a fait un tableau de la commune.

### Héraldique
| Blason | Blasonnement : Écartelé : au premier de sinople à un Saint-Georges portant un bouclier d’argent à la croix de gueules et chevauchant son destrier et terrassant le dragon, au deuxième d’argent à la croix pattée alésée de gueules, au troisième d’argent à deux fasces ondées d’azur et au quatrième de sinople à un crosseron (volute de crosse) d’or. |